# Agarodes georgia
Agarodes georgia är en nattsländeart som beskrevs av Ross och Scott 1974. Agarodes georgia ingår i släktet Agarodes och familjen krumrörsnattsländor. Inga underarter finns listade i Catalogue of Life.